# Inga Žilienė
Inga Žilienė  (* 1968) ist eine litauische Energie-Politikerin sowie Vizeministerin.

## Leben
Nach dem Abitur 1988 an der Mittelschule  absolvierte Inga Žilienė  von 1988 bis 1993 das Diplomstudium der Mathematik und von 2006 bis 2008 das Masterstudium  Management and Business Administration  an der Universität Vilnius in der litauischen Hauptstadt Vilnius. Von 
1993 bis 1994 arbeitete sie als IT-Spezialistin im Stadtbezirk Fabijoniškės und von 1994 bis 1998 als Beraterin für EU-Integration und Chefspezialistin am Kommunikations- und Informatikministerium der Republik Litauen. 
Von 1998 bis 2000 war Žilienė Chefspezialistin der Abteilung Unternehmenskoordination und Servicequalität der Kommunikationsabteilung am Verkehrsministerium der Republik Litauen. Von 2001 bis 2007 leitete sie die Abteilung Strategische Planung der Regulierungsbehörde für Kommunikation der Republik Litauen. Von 2007 bis 2012 war sie Direktorin  der Strategieabteilung der Kommunikationsregulierungsbehörde der Republik Litauen und 2013 stellvertretende Direktorin der Kommunikationsregulierungsbehörde der Republik Litauen. Von 2015 bis 2019 leitete sie als Vorsitzende die Nationale Kontrollkommission für Preise und Energie und von 2019 bis 2021 als Vorsitzende den Nationalen Energieregulierungsrat.
Seit 2021 ist sie Stellvertreterin des Energieministers Dainius Kreivys im Kabinett Šimonytė.
Inga Žilienė ist verheiratet.